# Отто Гюбшен
Отто Гюбшен (нім. Otto Hübschen; 6 грудня 1919, Косфельд — 18 червня 1997) — німецький офіцер-підводник, оберлейтенант-цур-зее крігсмаріне.

## Біографія
1 жовтня 1938 року вступив на флот. З березня 1940 по березень 1941 року пройшов курс підводника. З 21 травня 1941 року — вахтовий офіцер на підводному човні U-402. У вересні-грудні 1942 року виконував обов'язки командира одночасно трьох човнів U-7, U-60 і U-121. З 15 грудня 1942 по 12 березня 1944 року — командир U-145, з 27 червня по 20 листопада 1944 року — U-2501, з 5 березня по 3 квітня 1945 року — U-2542.

## Звання
- Кандидат в офіцери (1 жовтня 1938)
- Морський кадет (1 липня 1939)
- Фенріх-цур-зее (1 грудня 1939)
- Оберфенріх-цур-зее (1 серпня 1940)
- Лейтенант-цур-зее (1 квітня 1941)
- Оберлейтенант-цур-зее (1 січня 1943)